# Ярославский заказник
Государственный природный заказник «Ярославский» — федеральный заказник зоологического профиля. Особо охраняемая природная территория расположена на территории Даниловского и Некрасовского районов Ярославской области, относится к IV категории МСОП.

## История
Создан на основании постановления Совмина РСФСР № 336 от 11.04.1958 г. и учреждён приказом Главного управления охотничьего хозяйства и заповедников при Совмине РСФСР № 214 от 12.08.1958 г.
Приказом Минсельхоза РФ № 1500 от 24.11.2003 утверждается положение о заказнике.

## Границы
Границы заказника:
- северная — от села Глазово Даниловского муниципального округа вниз по правому берегу реки Соть до границы с Костромской областью;
- восточная — от бывшей деревни Прость на юг по границе с Костромской областью до деревни Михалево Некрасовского муниципального округа;
- южная — от деревни Михалево на северо-запад по дороге, идущей от деревни Ломовская на деревню Фоминское, до пересечения её с рекой Вопшей, далее по реке Вопша вверх до деревни Высоково Некрасовского муниципального округа;
- западная — от деревни Высоково на север по проселочной дороге через населённые пункты: Косково, Бабурино, Фоминское, Старово, Бухалово, Махоньково, Татарское, Привалово, Слоново, Нефедово, Поддубново до села Глазово Даниловского муниципального округа[3].

## Географические условия

### Гидрография
Расположен на западном берегу Костромского водохранилища, в низовьях рек Соть, Касть и Вопша, на низменной равнине, образованной древней поймой Волги, осложнённой поймами низовий её притоков.
В пределах заказника реки Соть, Касть и Вопша впадают в Костромские разливы. Средняя их глубина — 3-5 (Вопша, Касть) и 8 (Соть) м; средняя глубина разливов около 3 м, на месте бывших озёр и русел подтопленных рек — 8-10 м. Гидрологический режим разливов подвержен сезонным и среднемноголетним колебаниям амплитудой 1-2 м в зависимости от пропусков воды на Горьковской ГЭС.

### Рельеф и почвы
Абсолютная высота от 87 м по краю низины до 110 м в её центре. Рельеф в основном ровный и плоский с вкраплениями прирусловых валов, староречий и котловин пойменных озёр.
Сочетания дерново-глеевых и торфяно-глеевых почв, а также аллювиальных зернистых глеевых почв вблизи русел рек на озёрных суглинках и речном супесчано-суглинистом аллювии.

### Климат
Умеренно континентальный климат, среднегодовая температура +2,9 °С, средняя температура июля +15,2 °С, средняя температура января −11,4 °С, продолжительность вегетационного периода 150 дней, среднегодовое количество осадков — 593 мм, продолжительность снегового покрова — 150—160 дней, наибольшая мощность в феврале-марте — 49-50-см, преобладают ветры юго-западного и западного направлений.

## Флора
Общая площадь лесного фонда 8540 га.
Находится на землях Середского лесничества Даниловского лесокомбината и Заливного лесничества Ярославского лесхоза, колхозов и других землепользователей.
Флора заказника представляет:
- Мелколиственные леса (берёза, осина, ольха с примесью ели), средневозрастные и старые древостои — 1510 га — 10,5 %.
- Мелколиственные сухие леса (берёза с примесью осины, липы, ивы), средневозрастные и старые древостои — 2350 га — 16,4 %.
- Мелколиственные сырые леса (ольха с примесью берёзы и осины на торфяных почвах), средневозрастные и старые древостои — 1020 га −7,1 %.
- Вырубки и молодняки (вырубки на различных стадиях зарастания, чаще всего берёзой, осиной и ольхой) — 990 га — 6,9 %.
- Кустарники (закустаренное мелколесье, низинные сенокосы и выгоны, заросшие ивой и ольхой, мелколесье, подтопляемое водами Горьковского водохранилища) — 2670 га — 18,8 %.
- Заросли болотно-водной растительности — 390 га — 2,8 %.

## Фауна
Здесь обитает более 40 видов млекопитающих и 200 видов птиц, из них встречаются редкие виды — выхухоль, орлан-белохвост.

## Другое
В заказнике обитающих птиц исследует Ярославский университет, фауну рыб — Институт биологии внутренних вод РАН.
Трансформацию ландшафтов побережья Костромских разливов исследует Ярославский педагогический университет.
Через заказник проходит популярный водный сплавной туристский маршрут по реке Соть.